# Agnès Borgo
Agnès Borgo (Ajaccio, 17 april 1879 - Toulon, 7 januari 1958) was een Franse dramatische sopraan. Zij debuteerde op 21 december 1908 als Aida in de gelijknamige opera van Giuseppe Verdi.

## Levensloop
Tijdens een auditie in 1900 die werd gegeven door de Gabriel-Hippolyte Gandubert in het Théâtre du Grand Guignol viel Agnès op in de rol van Salammbô in het tweede bedrijf van de gelijknamige opera van Ernest Reyer. Daarna studeerde zij aan het conservatorium van Parijs als leerling van Léon Melchissédec.
In 1902 werd zij bij het concours uitgeroepen als beste van de tweede plaatsen (een eerste plaats werd niet behaald in haar categorie). In augustus 1903 won zij de eerste prijs met haar vertolking van het lied "Enfants de l’Ibérie" uit Le Tribut de Zamora (Charles Gounod). Op 21 december 1908 debuteerde zij als Aïda in de gelijknamige opera van Giuseppe Verdi uitgevoerd in het Palais Garnier in Parijs. 
In 1907 studeerde César Vezzani (Bastia, 08-08-1888 - Marseille, 11-11-1951) bij haar, een jongeman uit de provincie die zij had ontdekt. Zij begeleidde hem en leerde hem goed lezen en schrijven, en in 1908 meldde hij zich aan voor toelating tot het Conservatorium van Parijs. Op 22 augustus 1913 trouwde Agnès in de Église Saint-Francois-de Sales in Parijs met Vezzani. Het echtpaar kreeg een dochter Anita, in 1919 eindigde het huwelijk met een scheiding. Na hun huwelijk vertrokken zij voor een tournee naar de Verenigde Staten.
In 1920 spande Agnes een rechtszaak aan tegen Jean Poueigh, redacteur van het theaterblad Comœdia, die uitermate harde kritiek had geleverd op haar optreden in de rol van Aida op 24 september 1920. Zij eiste een som van 100.000 franc. De rechtbank veroordeelde Poleigh en Comœdia tot publicatie van het vonnis en tot vergoeding van de kosten.
Ze trad op in vele premières van de Opera van Parijs en in heel Frankrijk, België, Spanje, Rusland, Italië en de Verenigde Staten.
In 1927 beëindigde zij haar carrière.

## Rollen
Als dramatisch sopraan vertolkte zij rollen uit opera's van onder andere Richard Wagner en Verdi:
- Wagner: Der Ring des Nibelungen, als Brünnhilde in Die Walküre, Siegfried, Götterdämmerung Crépuscule des Dieux, Parsifal, Tannhäuser en Christoph Willibald Gluck, in "Armide" als Armide.
- Verdi: Aïda

## Afbeeldingen

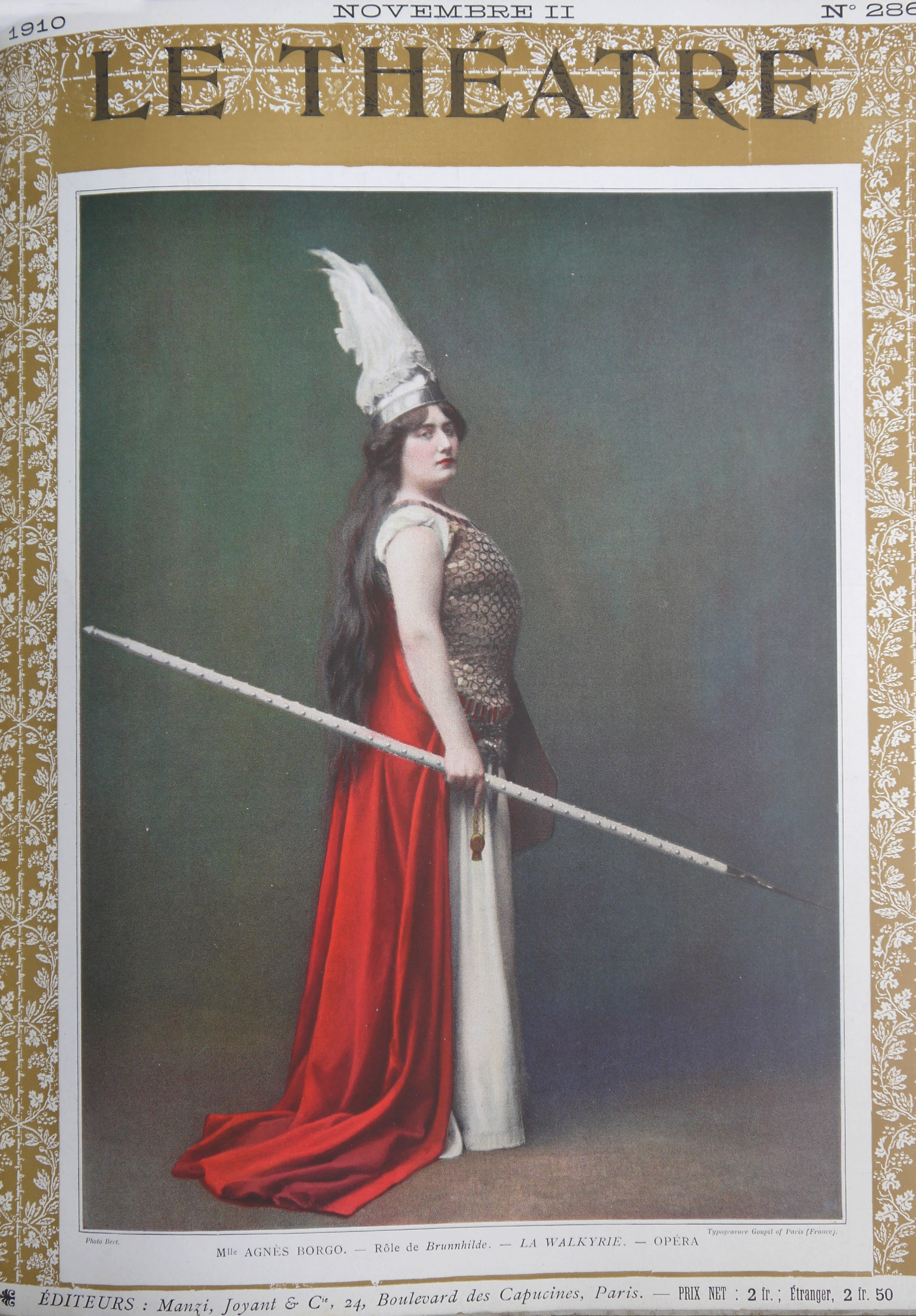
Le Théatre 1910
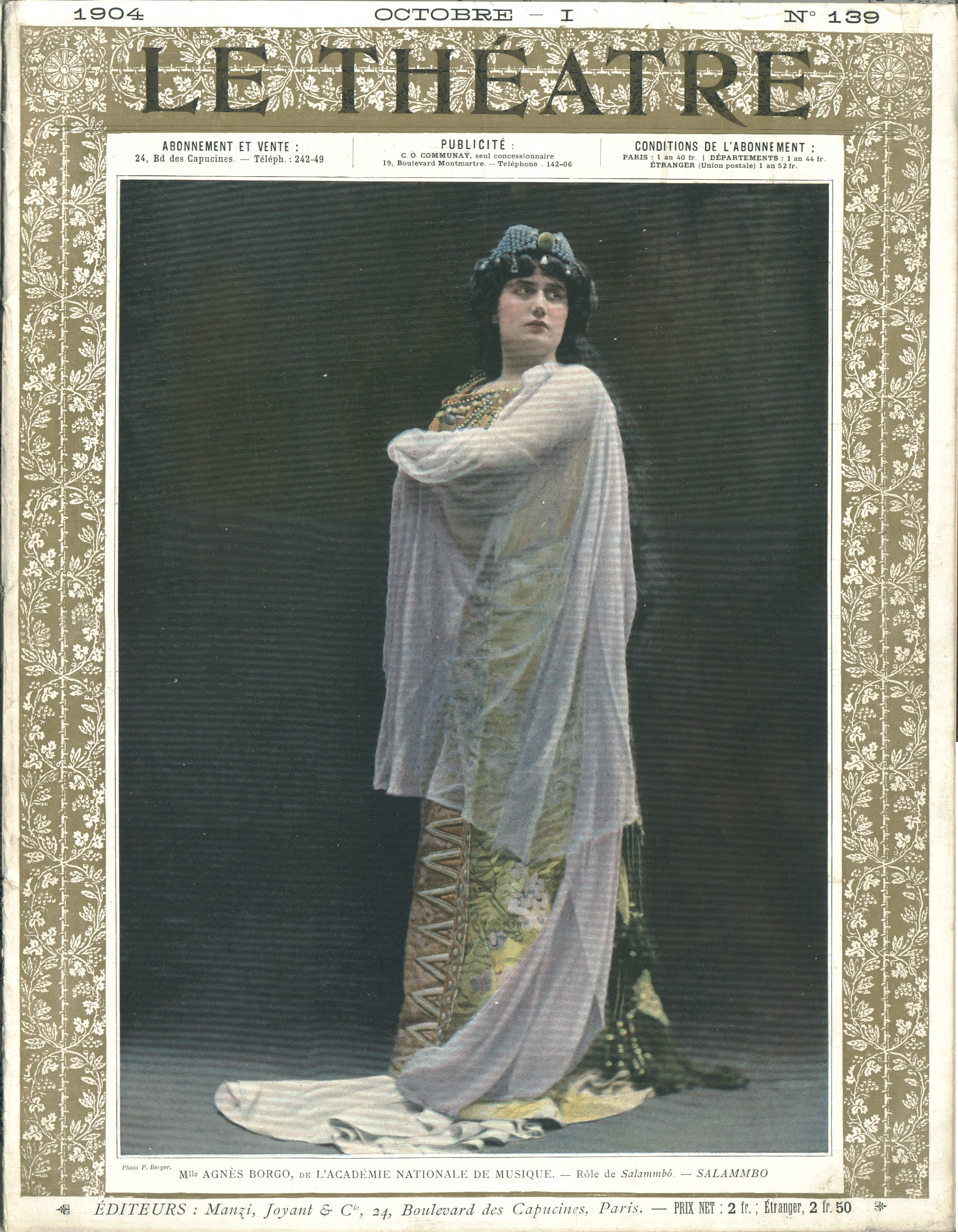
als Salammbô
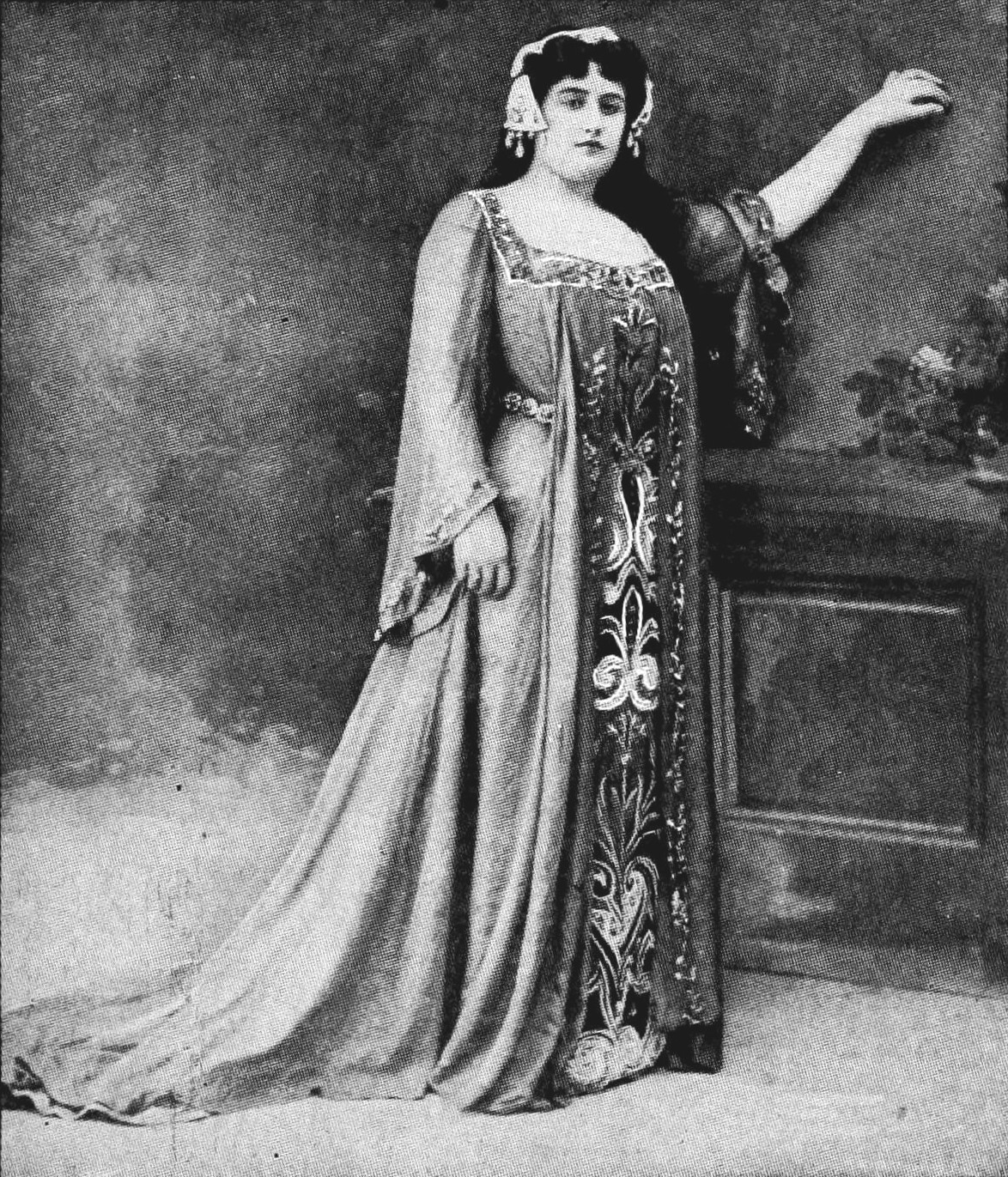
Weber, Oberon, als Rezia
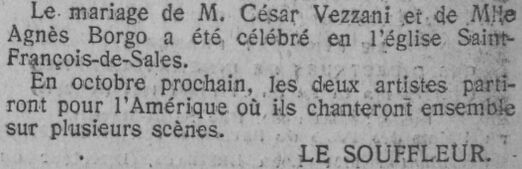
Huwelijk Agnès Borgo, 22-08-1913, Comeadia